# Прокопенко Євген Миколайович
Євген Миколайович Прокопенко (нар. 13 вересня 1988, Севастополь, УРСР) — український та російський футболіст, півзахисник.

## Життєпис
Народився в Севастополі, вихованець місцевої СДЮШОР-5. Дорослу футбольну кар'єру розпочав 2005 року в аматорському севастопольському колективі «Кримнафтосервіс». Наступного року захищав кольори іншого аматорського клубу з Севастополя, «Авліта». Професіональну кар'єру розпочав у «Севастополі». Дебютував у складі команди з однойменного міста 25 травня 2007 року в переможному (5:1) домашньому поєдинку 26-о туру групи Б Другої ліги проти криворізького «Гірника». Євген вийшов на поле на 85-й хвилині, замінивши Олексія Мазуренка. Дебютним голом у професіональному футболі відзначився 4 червня 2007 року на 75-й хвилині переможного (2:0) виїзного поєдинку 27-о туру групи Б Другої ліги проти донецького «Шахтаря-3». Прокопенко вийшов на поле на 58-й хвилині, замінивши Юрія Плешакова. У «Севастополі» грав протягом близько трьох сезонів, проте основним гравцем не став (22 матчі та 1 гол у чемпіонатах України, 2 матчі та 1 гол у кубку країни). Також грав за другу команду севастопольців у чемпіонаті АР Крим, у сезоні 2008/09 років зіграв 15 матчів (1 гол) у Другій лізі за «Севастополь-2». Під час зимової перерви сезону 2009/10 років залишив севастопольську команду.
Потім грав у чемпіонаті Криму за «Хімік» (Красноперекопськ), «Форос» (Ялта), «Гвардієць» та «Стартінвест» (Ялта). Після окупації Криму отримав російське громадянство. Виступав за фейкові кримські клуби «Гвардієць», «Мегабуд» (Севастополь), «Шахтар» (Ялта) та «Шахтар-Кримтеплиця» (Ялта). З 2015 року захищав кольори за створений російськими окупантами та місцевими колаборантами «Севастополь». 3 листопада 2019 року в переможному (3:2) поєдинку 12-о туру т. зв. «Прем'єр-ліги КФС» проти «ТСК-Таврії» на 22-1 хвилині матчу спровокував бійку й отримав червону картку, згодом отримав за це вилучення піврічну дискваліфікацію (вступала в дію по завершенні зимової паузи в сезоні).
На початку січня 2020 року призначений помічником головного тренера т. зв. «Севастополя».